# Надреализам данас и овде
Надреализам данас и овде или скраћено НДИО био је званични часопис српских надреалиста који су деловали током тридесетих година 20. века.

## Опште информације
Године 1929. српски надреалисти су објавили алманах Немогуће–L'Impossible и углавном су исти људи били укључени у заједничко издавање НДИО. Овај часопис је била двојезична публикација која је садржала писане и визуелне доприносе паришке надреалистичке групе. Било је илустрација међународних надреалиста међу којима су Макс Ернст, Ив Танги, Жуан Миро, Салвадор Дали и Радојица Живановић Ное.
Изашла су три броја часописа, први у јуну 1931. године, други у јануару 1932. и трећи у јуну 1932. Сва три је поново објавио Музеј примењене уметности у Београду уз изложбу под називом Немогуће, 1926–1936 Надреалистичка уметност.
Часопис је пратио путању зацртану у Другом манифесту надреализма Андреа Бретона. Истакнутост Далијевог дела у другом и трећем броју сведочи о великом поштовању у то време међу надреалистима у Београду и Паризу.
Часопис су уређивали Стеван Живадиновић, Ване Бор, Коча Поповић, Радојица Живановић Ное, Душан Матић и Оскар Давичо.